# Солнце бродяг
«Солнце бродяг» (фр. Le Soleil Des Voyous; более точный перевод с французского — «Воровское счастье») — французско-итальянский кинофильм/детектив французского режиссёра Жана Деланнуа 1967 года. Экранизация произведения Джона М. Флинна «Action Man» (1961).
В СССР фильм показывался в прокате под названием «Вы не всё сказали, Ферран».

## Сюжет
Криминальная драма, затрагивающая вечную тему французского кино — «честь среди воров», а также проблему «выхода из дела».
Вернувшийся в своё время с боевых действий в Индокитае и оставивший «криминальное искусство» в прошлом месье Ферран (Жан Габен) тихо живёт в небольшом городке, постепенно превращаясь в обеспеченного буржуа. Однако спокойная жизнь оказывается для него слишком пресной, так что он начинает задумывать грандиозный план ограбления банка. Случайная встреча с давнишним другом по приключениям Джимом подвигает месье Феррана на активные действия. К авантюрной паре подключается Бетти, компаньонка месье Феррана по кафе. И первоначальный план удаётся. Но в дело вмешиваются местные «преступные бароны», что ведёт к печальному концу.

## В ролях
- Жан Габен — Дени Ферран
- Роберт Стэк — Джим Бекли
- Маргарет Ли — Бетти
- Жан Топар — месье Анри
- Вальтер Гиллер — Морис Лабрус
- Сюзанн Флон — Мари-Жанна Ферран

## Съёмочная группа
- Режиссёр: Жан Деланнуа
- Сценаристы: Альфонс Будар, Жан Деланнуа

по роману Дж. М. Флинн
- Продюсер: Раймон Данон
- Композитор: Франсис Лэй
- Оператор: Вальтер Воттиц
- Монтаж: Анри Таверна
- Художник: Рене Рену

Производство компаний Les Films Copernic, Fida Cinematografica, Maurice Jacquin Films.